# Xarnego valencià
El xarnego valencià és una raça de gos llebrer autòcton valencià. La seua funció principal és la caça del conill en totes les seues modalitats, dotat d'una actitud suprema i perfectament adaptat a la gran varietat d'ecosistemes diferents que es donen en tot l'arc Mediterrani, aquesta raça està dotada d'una gran oïda i vista, amb un potent i immillorable olfacte, i una resistència llegendària per suportar l'extrem calor, han fet que siga el tipus de coniller més apreciat pels caçadors d'aquestes zones que fins i tot l'utilitzen en la caça major, i per a les altres peces de caça menor, és per tant un gos integral de caça.